# Roentgen (álbum)
Roentgen  é o primeiro álbum de estúdio do cantor e músico japonês Hyde, lançado em 27 de março de 2002 pela Haunted Records. Os singles incluídos no álbum são "Evergreen", "Angel's Tale" e "Shallow Sleep".
No final de 2021, Hyde lançou a compilação Hyde Complete Box 2001-2003, que incluiu o relançamento de Roentgen, a versão em inglês Roentgen.english e o DVD Roentgen Stories.

## Produção
Roentgen foi gravado em Londres. A maioria das letras são em língua inglesa com algumas linhas em japonês, enquanto na versão de lançamento asiática, são inteiramente em inglês. "Em minha vida pessoal, eu escuto várias músicas em inglês, então prefiro cantar minhas próprias canções em inglês." disse Hyde, "portanto, você pode dizer que estou cantando para mim mesmo" completou. Outras motivações foram países da Ásia onde o inglês é amplamente entendido e o banimento de músicas cantadas em japonês na Coreia do Sul.
Sobre o nome e capa do álbum, Hyde disse "Desde o ínicio, eu gostaria de um título que expressasse o funcionamento interno das pessoas, como você pode dizer, uma palavra espiritual. E eu queria uma capa com um crânio, e meu próprio crânio pareceu o mais atraente". Hyde fez um raio-x de sua própria cabeça e enquanto trabalhava no design pensou "por que não Roentgen?" - outro termo usado para se referir a raios-x.

## Recepção
Alcançou a quinta posição nas paradas da Oricon Albums Chart e permaneceu na parada por cinco semanas. No mês de lançamento foi certificado disco de ouro pela RIAJ por vender mais de 200 mil cópias e em dezembro de 2017 se tornou disco de platina, vendendo mais de 250 mil cópias no total.

## Faixas
Todas as músicas compostas por Hyde.
| N.º            | Título               | Duração |  |
| 1.             | "Unexpected"         | 3:49    |  |
| 2.             | "White Song"         | 5:15    |  |
| 3.             | "Evergreen"          | 4:58    |  |
| 4.             | "Oasis"              | 4:36    |  |
| 5.             | "A Drop of Colour"   | 4:33    |  |
| 6.             | "Shallow Sleep"      | 4:49    |  |
| 7.             | "New Day's Dawn"     | 5:09    |  |
| 8.             | "Angel's Tale"       | 4:59    |  |
| 9.             | "The Cape of Storms" | 5:42    |  |
| 10.            | "Secret Letters"     | 4:40    |  |
| Duração total: | Duração total:       | 48:36   |  |